# Бушуєвка
Бушу́євка (рос. Бушуевка) — селище у складі Лісного міського округу Свердловської області.
Населення — 14 осіб (2010, 12 у 2002).
Національний склад станом на 2002 рік: росіяни — 84 %.